# Amber Anderson
Pour les articles homonymes, voir Anderson.
Amber Anderson, née le 5 mars 1992 à Shepton Mallet en Angleterre, est une actrice, musicienne et mannequin britannique.

## Biographie

### Éducation
Amber Anderson voit le jour à Shepton Mallet dans le Somerset en Angleterre et grandit près d'Inverness en Écosse. Elle suit une pédagogie Steiner jusqu'à ses dix ans puis entre dans une école de musique, l'Aberdeen City Music School où elle apprend le piano et le violon. À seize ans, elle obtient une bourse pour étudier les arts du spectacle au collège de Gordonstoun.

### Mannequinat
Elle est repérée vers quatorze ou quinze ans par une agence de mannequins à Glasgow,, et même si elle n'a jamais souhaité faire du mannequinat son métier, Amber Anderson commence à poser à plein temps vers l'âge de dix-sept ans, avant de s'installer à Londres,.
Elle défile ou apparaît dans des campagnes pour les marques Hermès, Kenzo, Chanel, Agent Provocateur, Burberry,. Pour cette dernière, elle participe au projet Mr. Burberry en jouant dans le court métrage homonyme réalisé par Steve McQueen en 2016,.

### Cinéma, télévision et théâtre
Amber Anderson commence sa carrière au cinéma avec un petit rôle dans le film de David Gordon Green Votre Majesté, avec Natalie Portman et James Franco, sorti en 2011.
La même année, elle joue dans Lotus Eaters réalisé par Alexandra McGuinness.
En 2013, elle est à l'affiche de We Are the Freaks de Justin Edgar et dans Le Show de Waldo, troisième épisode de la saison 2 de la série télévisée britannique Black Mirror.
Elle enchaîne en 2014 avec The Riot Club de Lone Scherfig et plusieurs courts métrages.
En 2016, elle incarne une danseuse à Paris dans les années 1950 dans le téléfilm Maigret et son mort, adaptation britannique du roman homonyme de Georges Simenon, où Rowan Atkinson interprète le commissaire Maigret. L'année suivante, elle endosse le rôle de Ciara Porter dans la première saison de C.B. Strike, série télévisée britannique basée sur les romans policiers écrits par J.K. Rowling sous le pseudonyme de Robert Galbraith.
L'actrice est de retour au long métrage sur grand écran en 2018 avec le thriller La Part obscure d'Anthony Byrne. Son rôle dans le film dramatique canadien Mensonge blanc, réalisé par Yonah Lewis et Calvin Thomas, et sorti en 2019, est récompensé par le prix de la meilleure actrice dans un second rôle dans un film canadien lors des Vancouver Film Critics Circle Awards.
Elle est ensuite à l'affiche de Skin Walker de Christian Neuman puis de Emma, adaptation du roman du même titre de Jane Austen réalisée par Autumn de Wilde et sortie en 2020. Elle y interprète le personnage de Jane Fairfax et peut exercer ses talents de musicienne en jouant elle-même du piano-forte,,.
Amber Anderson tourne dans The Souvenir Part II, suite de The Souvenir écrite et réalisée par Joanna Hogg et sortie en 2021, avant de rejoindre la distribution de la saison 6 de la série télévisée Peaky Blinders,.
En mai 2023, elle fait ses débuts professionnels sur les planches au Park Theatre à Londres dans la pièce de théâtre The Shape of Things de Neil LaBute,.
En 2024 elle est à l'affiche de Tell That to the Winter Sea de Jacklyn Bethany, un long métrage tourné deux ans plus tôt.
Associée aux actrices Kate Phillips et Rosie Day (en), elle lance la société de production Just John Films.

## Vie privée
Amber Anderson apparaît en 2014 dans le clip vidéo de la chanson Diana interprétée par Paolo Nutini, lequel est devenu le petit ami de l'actrice après le tournage.
Elle fait partie des femmes ayant annoncé publiquement en 2017 avoir été agressée par le producteur de cinéma Harvey Weinstein. Elle a posté sur son compte Instagram un message où elle écrit que le producteur a eu, en 2013, un comportement inappropriée et lui a proposé une « relation personnelle qui propulserait (sa) carrière, comme d'autres actrices qu'il avait aidées de la même façon »,,.
Elle s'est marié en octobre 2024 avec son compagnon, l'acteur Connor Swindells.

## Filmographie
Sauf indication contraire, les informations mentionnées dans cette section peuvent être confirmées par la base de données cinématographiques IMDb,  présente dans la section « Liens externes ».

### Cinéma

#### Longs métrages
- 2011 : Votre Majesté (Your Highness) de David Gordon Green : jeune fille
- 2011 : Lotus Eaters d'Alexandra McGuinness : Suzi
- 2013 : We Are the Freaks de Justin Edgar : Elinor
- 2014 : The Riot Club de Lone Scherfig : Lady Anne
- 2018 : La Part obscure (In Darkness) d'Anthony Byrne : Jane
- 2019 : Mensonge blanc (White Lie) de Yonah Lewis et Calvin Thomas : Jennifer Ellis
- 2019 : Skin Walker de Christian Neuman : Regine
- 2020 : Emma. d'Autumn de Wilde : Jane Fairfax
- 2021 : The Souvenir Part II de Joanna Hogg : la petite amie de Jim
- 2024 : Tell That to the Winter Sea de Jaclyn Bethany : Scarlett
- 2025 : California Schemin' de James McAvoy

#### Courts métrages
- 2014 : Once Upon a Time in London de Joséphine de La Baume : Lucy
- 2014 : Chalk de Rem Berger : Margaret
- 2016 : Mr. Burberry de Steve McQueen : Elle
- 2016 : Atalanta de Nadia Hammoud : Atalanta
- 2018 : All the World's a Stage de Florence Kosky : l'actrice
- 2018 : 9862 de Giles Greenwood : Julia

### Télévision
- 2012 : The Initiate de Jordan Scott (vidéo)
- 2013 : Black Mirror : Sara (série TV, 1 épisode)
- 2016 : Maigret et son mort (Maigret's Dead Man) de Jon East : Francine (téléfilm)
- 2017 : C.B. Strike : Ciara Porter (série TV, 2 épisodes)
- 2022 : Peaky Blinders : Diana Mitford (série TV, 5 épisodes, saison 6)
- 2023 : inVERSE : Narratrice (mini-série TV, 1 épisode)

### Clip
- 2014 : Diana de Paolo Nutini

## Musique
- Sur la bande originale du film Emma.[18],[19]
  - Sonate pour piano nº 12 de Mozart (Allegro assai)
  - Sonate pour piano nº 23 de Beethoven Appassionata (2e mouvement)
  - Drink to Me Only with Thine Eyes piano et chant, duo avec Johnny Flynn au chant et au violon

## Théâtre
- 2023 : The Shape of Things de Neil LaBute : Eve

## Distinction
- Vancouver Film Critics Circle 2019 : Meilleure actrice dans un second rôle dans un film canadien pour Mensonge blanc